# Índice metropolitano de la calidad del aire
El índice metropolitano de la calidad del aire (IMECA) funciona en México como valor de referencia para que la población de grandes ciudades como la Ciudad de México y su área metropolitana comprenda los niveles de  contaminación del aire que prevalecen en su zona de transporte  de residencia o trabajo.
El IMECA se obtiene a partir de las mediciones de la calidad del aire que realiza el Sistema de Monitoreo Atmosférico de la Ciudad de México. El IMECA se emplea para comunicar a la población del valle de México el grado de contaminación y el nivel de riesgo que este representa para la salud humana, así como las recomendaciones o acciones que pueden realizar para su protección. El IMECA se calcula empleando los promedios horarios de la medición de los contaminantes ozono (O3), dióxido de azufre (SO2), dióxido de nitrógeno (NO2), monóxido de carbono (CO) y partículas menores a 208 micrómetros (PM10).
El IMECA se publica cada hora para la población de la Zona Metropolitana del Valle de México, que abarca la totalidad de la Ciudad de México y la zona conurbada del Estado de México.
Los valores IMECA establecen límites para proteger la salud de la población.

## Categorías

Categorías Imeca.

Para reportar la calidad del aire, el índice emplea cinco categorías, los cuales se han ido reduciendo conforme se ha mejorado la calidad del aire en los últimos 20 años:
- BUENA. Cuando el índice se encuentra entre 0 y 50 puntos IMECA, la calidad del aire se considera como satisfactoria y la contaminación del aire tiene poco o nulo riesgo para la salud.

- REGULAR. Cuando el índice se encuentra entre 51 y 100 puntos IMECA, la calidad del aire es aceptable, sin embargo algunos contaminantes pueden tener un efecto moderado en la salud para un pequeño grupo de personas que presentan una gran sensibilidad a algunos.

- MALA. Cuando el índice se encuentra entre 101 y 150 puntos IMECA, algunos grupos sensibles pueden experimentar efectos en la salud. Hay algunas personas que pueden presentar efectos a concentraciones menores que el resto de la población, como es el caso de personas con problemas respiratorios o cardíacos, los niños y ancianos. El público en general puede no presentar riesgos cuando el Imeca está en este intervalo.

- MUY MALA. Cuando el índice se encuentra entre 151 y 200 puntos (IMECA), toda la población experimenta efectos negativos en la salud. Los miembros de grupos sensibles pueden presentar molestias graves. En este intervalo se activan las Fases de Precontingencia y Contingencia Fase I del Programa de Contingencias Ambientales Atmosféricas (PCAA) del Valle de México.

- EXTREMADAMENTE MALA. Cuando el valor del índice es mayor a 201 puntos (IMECA), la población en general experimenta problemas graves de la salud.

## Cálculo actual
En noviembre del año 2006 se publicó en la Gaceta Oficial del Distrito Federal la Norma Ambiental NADF-009-AIRE-2006, que establece los requisitos para elaborar el Índice Metropolitano de la Calidad del Aire de los contaminantes criterio, ozono (O3), partículas menores a 10 micrómetros (PM10), partículas menores a 2.5 micrómetros (PM2.5) dióxido de azufre (SO2), dióxido de nitrógeno (NO2) y monóxido de carbono (CO). Esta Norma Ambiental incluye los algoritmos para el cálculo del IMECA:

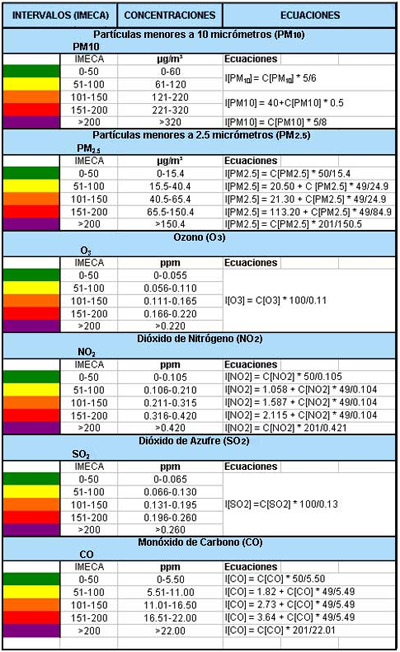
NOTA: Los valores que aparecen en los intervalos de cada contaminante, se refieren a múltiplos del límite que señala su Norma Oficial Mexicana (NOM) Salud Ambiental. La excepción son las PM_{2.5} para las cuales se emplean los intervalos propuestos por la Agencia de Protección Ambiental de los Estados Unidos de América (USEPA por sus siglas en inglés).

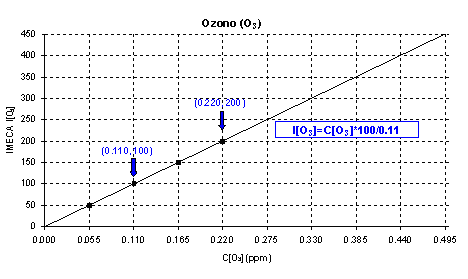
Ilustración gráfica de la transformación del ozono al IMECA.

En la ilustración siguiente se muestra la transformación del ozono para obtener el IMECA, donde el segundo punto de quiebre corresponde al valor de la Norma Oficial Mexicana de Calidad del Aire de 0.110 ppm como promedio horario homologado a 100 puntos del IMECA y el cuarto punto en 0.220 ppm corresponde a los 200 puntos del IMECA.